# Högholmen (vid Pärnå, Lovisa)
För andra betydelser, se Högholmen (olika betydelser).
Högholmen är en ö i Finland. Den ligger i Finska viken och i kommunen Lovisa i landskapet Nyland, i den södra delen av landet. Ön ligger omkring 66 kilometer öster om Helsingfors. Högholmen ligger 1 meter över havet.
Öns area är 3 hektar och dess största längd är 300 meter i nord-sydlig riktning. I omgivningarna runt Högholmen växer i huvudsak blandskog. Runt Högholmen är det glesbefolkat, med 8 invånare per kvadratkilometer. Närmaste större samhälle är Lovisa, 10,5 km öster om Högholmen.